# Слепушкино (Наро-Фоминский район)
Слепушкино — деревня в Наро-Фоминском районе Московской области, в составе сельского поселения Ташировское. Численность постоянного населения по Всероссийской переписи 2010 года — 83 человека. В деревне действует Преображенская церковь 1808 года постройки. До 2006 года Слепушкино входило в состав Крюковского сельского округа.
Деревня расположена в юго-западной части района, на правом берегу реки Березовки, левом притоке реки Ильятенка (приток Исьмы), примерно в 13 км к западу от города Наро-Фоминска, высота центра над уровнем моря 201 м. Ближайшие населённые пункты — Бельково в 2 км на восток и Бавыкино в 1,5 км на юго-запад.